# Ентлебух (Люцерн)
Ентлебух (нім. Entlebuch LU) — громада  в Швейцарії в кантоні Люцерн, виборчий округ Ентлебух.

## Географія
Громада розташована на відстані близько 50 км на схід від Берна, 20 км на захід від Люцерна.
Ентлебух має площу 56,9 км², з яких на 3,7% дозволяється будівництво (житлове та будівництво доріг), 49,6% використовуються в сільськогосподарських цілях, 42,8% зайнято лісами, 3,9% не є продуктивними (річки, льодовики або гори).

## Демографія
2019 року в громаді мешкало 3280 осіб (-0,5% порівняно з 2010 роком), іноземців було 7%. Густота населення становила 58 осіб/км².
За віковим діапазоном населення розподілялося таким чином: 21,8% — особи молодші 20 років, 59,7% — особи у віці 20—64 років, 18,5% — особи у віці 65 років та старші. Було 1348 помешкань (у середньому 2,4 особи в помешканні).
Із загальної кількості 1690 працюючих 375 було зайнятих в первинному секторі, 443 — в обробній промисловості, 872 — в галузі послуг.